# Satz von Kunugui
Der Satz von Kunugui besagt, dass sich jeder metrische Raum isometrisch in einen Banachraum einbetten lässt.

## Formulierung
Sei {\displaystyle (X,d)} ein metrischer Raum.
Falls {\displaystyle X=\emptyset } leer ist, so lässt sich {\displaystyle X} trivial einbetten, andernfalls sei {\displaystyle s\in X} ein fest gewählter Punkt.
Für jedes {\displaystyle x\in X} sei nun durch {\displaystyle f_{x}(y):=d(x,y)-d(y,s)} eine reelle Funktion auf {\displaystyle X} erklärt.
Dann ist die Abbildung {\displaystyle x\mapsto f_{x}} eine Isometrie von {\displaystyle (X,d)} in den Banachraum {\displaystyle B(X)=\{f\colon X\to \mathbb {R} \mid f{\mbox{ beschränkt}}\}} der beschränkten Funktionen.